# Pandolce
Le pandolce ou pandolce genovese (en ligure : pandöçe o pan döçe ; en français : galette génoise) est un dessert fourré de raisins secs, raisins de Corinthe, de pignons, de cédrats confits et parfumé à l'eau de bergamote et d'anis vert.
Il est typiquement génois et, plus largement, de toute la Ligurie et bénéficie d'une appellation au titre des « produits agroalimentaires traditionnels » italiens.

## Description
Sa dégustation fait partie des traditions de Noël, et il y a encore quelques années, une tranche était gardée pour les pauvres et une pour le jour de la saint Blaise, le 3 février.
De forme ronde, d'environ 20 cm, et plat, il est nourrissant et se conserve bien. Aujourd'hui, il est préparé aussi dans une variété « haut de gamme ».
La recette de ce pain remonterait à l'époque de l'empire thalassocratique de la république de Gênes où ce type de mets était idéalement adapté aux équipages de navire qui projetaient de longs voyages.